# Gerd Kulhavy

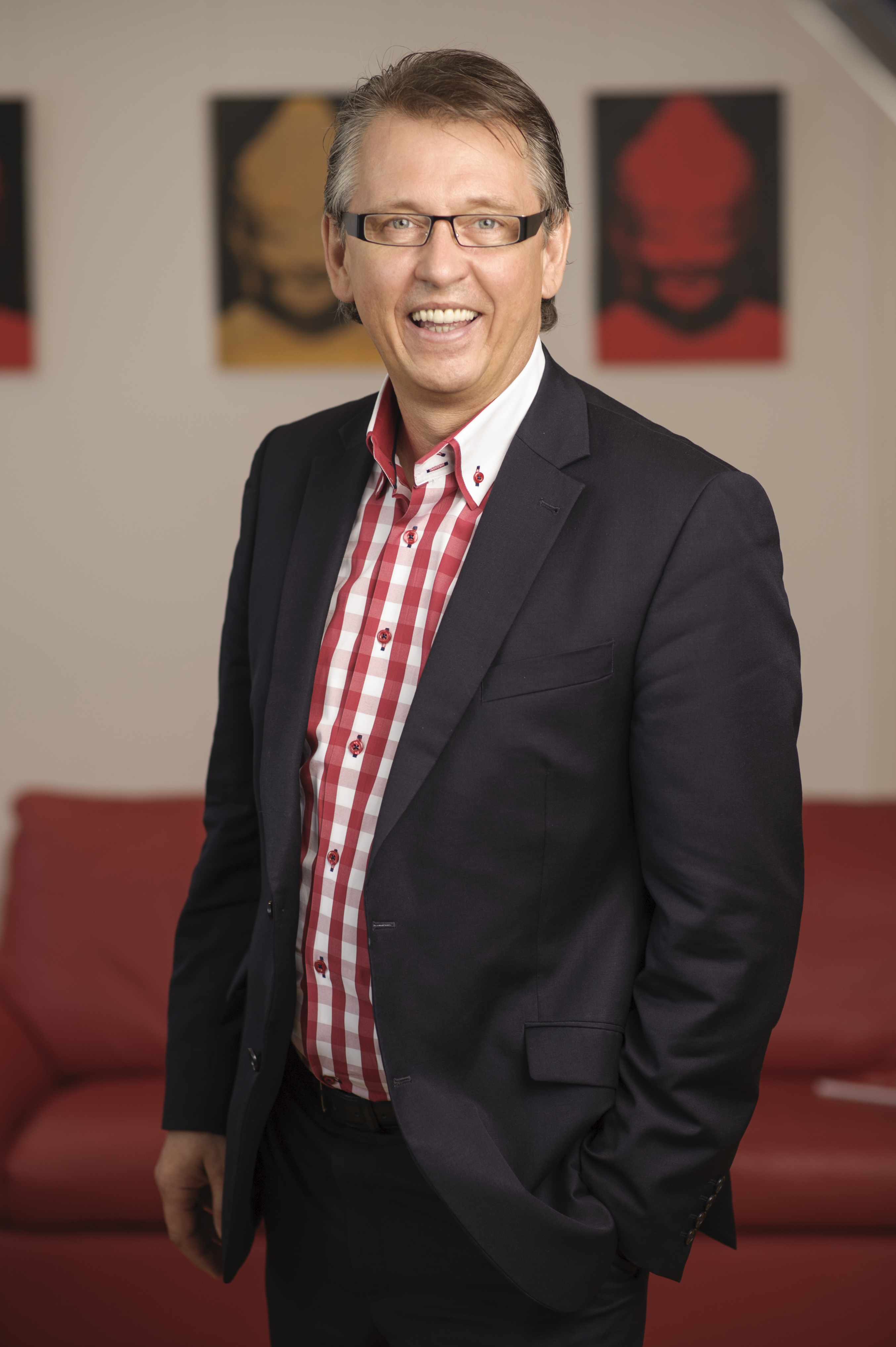
Gerd Kulhavy

Gerd Kulhavy (* 1. Dezember 1961) ist ein deutscher Autor, Herausgeber, Unternehmer und Veranstalter aus Stuttgart.

## Leben
Kulhavy ist auf die Bereiche Rednervermittlung und Weiterbildung spezialisiert und gründete im Jahr 2002 die Redner-Agentur Speakers Excellence, 2018 gründete er die Experten Live Booking-Portal Expert Marketplace, mit der eine digitale Eventplanung und Abrechnung von Referenten, Moderatoren und Künstlern möglich ist. Kulhavy ist Autor und Herausgeber von Sachbüchern bzw. Kompendien und tritt als Spezialist zur Rednerbranche auf. Er ist auch Berater für Referenten in Fragen wie Positionierung oder Online-Marketing.
Kulhavy ist verheiratet und lebt in Stuttgart.

## Werke (Auswahl)
- Danke und werde glücklich. Rezepte für die Seele; Gabal Verlag, Offenbach 2006, ISBN 978-3-89749-651-4.
- Der Löwe: Die Erfolgsrezepte des Starverkäufers Klaus-J. Fink; Redline Verlag, München 2006, ISBN 978-3-636-01410-8.
- mit Susanne Petz: Die Geheimnisse der Spitzentrainer: Die besten Strategien für Ihren persönlichen Erfolg; Redline Verlag, München 2012, ISBN 978-3-86881-337-1.
- mit Florian Langenscheidt: Deutsches Rednerlexikon; Speakers Excellence (zuvor Gabal Verlag), Stuttgart 2015, ISBN 978-3-9814970-3-8.
- als Herausgeber: Management & Führung: Erfolgsrezepte von Trainern und Experten; Jünger Medien Verlag, Teil 1 (2008), Teil 2 (2008), Teil 3 (2010)
- als Herausgeber: Gesundheit & Fitness und Persönlichkeit & Erfolg Teil 1; Jünger Medien Verlag, Offenbach 2010, ISBN 978-3-7664-9579-2
- Beitrag: Akteure auf Veranstaltungen. In: Praxishandbuch Kongress-, Tagungs- und Konferenzmanagement; Springer Fachmedien, Wiesbaden 2017.
- Excellent Heroes. Heldenstrategien für mehr Erfolg im Unternehmen, Jünger Medien Verlag, 2018.
- Unternehmer-Strahlkraft: Vom Hidden Champion zum Leuchtturm der Branche, Campus Verlag, Frankfurt 2021, ISBN  978-3593514659.